# Kazuya Maekawa
Kazuya Maekawa (født 22. marts 1968) er en japansk fodboldspiller.

## Japans fodboldlandshold
| Japans landshold | Japans landshold | Japans landshold |
| År               | Kmp              | Mål              |
| ---------------- | ---------------- | ---------------- |
| 1992             | 3                | 0                |
| 1993             | 2                | 0                |
| 1994             | 2                | 0                |
| 1995             | 5                | 0                |
| 1996             | 5                | 0                |
| Total            | 17               | 0                |